# Drakborgen Legenden
Drakborgen Legenden är ett brädspel i fantasymiljö, som gavs ut på svenska av Alga den 25 november 2002. Spelet skapades av Jakob Bonds och Gustav Bonds och är en uppföljare till Drakborgen från 1985.

## Skillnader frånDrakborgeni spelupplägget
Några av de sätt Drakborgen Legenden skiljer sig från Drakborgen är att:
- Brädet är kvadratisk.
- Draken går att besegra.
- Stridssystemet har ändrats.
- Svarta stridspoäng-marker och en soltärning är tillagda.
- Spelet har fått en mörkare miljö med facklor som lyser upp rum och korridorer.
- Lönndörrarna är inritade direkt på labyrintbrickorna.
- Spelare, vars hjälte har dött, tar rollen som monsterspelare och styr monsterna i spelet.
- Hjältar kan vistas i samma rum.
- Rumskorten är ersatta med rumsbrickor.
- Rumsletningen, regelkorten, kistkorten och likplundringskorten är borttagna.

## Tillkomsthistoria
Bonds hade etablerat sig som en formgivare när han fick uppdraget av Alga att skapa en ny version av Drakborgen och genom sin yrkesroll fick han dessutom förtroendet att vara ansvarig för den nya designen. Han hade börjat diskutera en möjlig nyutgåva av Drakborgen med Alga redan under 1991. Bonds, som ägde hälften av rättigheterna till Drakborgen, behövde Algas och Brios medgivande och finansiella stöd inför en möjlig nyutgåva och i början av 1990-talet ville företagen avvakta och se vart spelbranschen som helhet var på väg. I mitten av 1990-talet ändrade Alga/Brio åsikt och under 1996 reserverades två löpnummer för Drakborgen-relaterade spel i deras produktpärm: Drakborgens hämnd (löpnummer 670) och Drakborgen kortspel (löpnummer 671). Inget av dessa spel lanserades även om Drakborgens hämnd låg till grund för Drakborgen Legenden och var spelets arbetsnamn under åtminstone 1991–1996. Dan Glimne, som arbetade med Bonds vid skapandet av det ursprungliga spelet, hade vid tidpunkten lämnat Alga och startat ett konkurrerande spelföretag så istället samarbetade Jakob Bonds med sin yngre bror, Gustav Bonds; bröderna hade börjat utveckla spelidéer tillsammans under 1990-talet. Med Drakborgen Legenden hade de som mål att skapa ett sorts mellanting mellan ett sällskapsspel och ett rollspel. Gustav ansåg att en av både för- och nackdelarna i Drakborgen Legenden var avsaknandet av en spelledare, vilket annars är vanligt förekommande i rollspel.
Efter att ha sett några illustrationer i skyltfönstret för spelbutiken/konstgalleriet Neverwhere vid Tyska brinken i Gamla stan i Stockholm, som passade "bild[en] av den nya mörka Drakborgen", träffade Bonds illustratören Andreas Gustafsson. Gustafsson började med att skissa de olika rollfigurerna med blyerts innan han skannade in dem till sin dator och färglade dem. Gustafsson har sagt att han vid tillfället inte hade någon datorvana och att det var Bonds som tyckte det var viktigt att allt bildmaterial fanns att tillgå digitalt. Gustafsson fick därför snabbt lära sig använda Adobe Photoshop för färgläggningen av sina illustrationer. Drygt 400 illustrationer gjordes för spelet och Gustafsson har sagt att han själv tycker att det syns tydligt på dem att han inte var van att arbeta med digital färgläggning. Även om Gustafsson var med och provspelade Drakborgen Legenden under dess utveckling hade han ingen påverkan på dess utformning, förutom rent visuellt. Den grafiska produktionen av spelet sköttes av Design Box AB, vilket var en webbyrå grundad av Jakob Bonds år 1990.

## Lansering och mottagande
När Drakborgen Legenden lanserades den 25 november 2002 kostade det 349 kronor att köpa. I ett test av 24 nya sällskapsspel, utfört av Dagens Nyheter i slutet av 2002, utsågs Drakborgen Legenden till det bästa spelet i rollspelsgenren och fick högsta betyg. I ett speltest utfört av Aftonbladet i december 2002 fick Drakborgen Legenden negativ kritik med omdömet att "[s]pelet kändes för segt eftersom vi var tvungna att läsa i referensboken nästan varje gång vi skulle göra ett nytt drag. Striderna var alldeles för sega och ofta blev de utdragna. Spelet var händelselöst och hade få glädjeämnen."
I samband med lanseringen av Drakborgen Legenden skapades hemsidan www.drakborgen.nu, för att Bonds skulle kunna hålla löpande kontakt med fans av både Drakborgen och Drakborgen Legenden. Hemsidans utseende var tänkt att vara rollspelsmässig, med rubriker såsom Porten (startsidan), Kuriren (nyhetssidan), Staden (medlemssidorna) och Wärdshuset (användarforumet). Hemsidan nådde sin kulmen under 2004, därefter falnade intresset och under våren 2008 stängdes domänen ned.
I september 2004 toppade Drakborgen Legenden försäljningslistan inom genren sällskaps- och strategispel som sålts under de senaste 45 dagarna hos Tradition.